# سلیووویک
سلیووویک (به بلغاری: Slivovik) یک منطقهٔ مسکونی در بلغارستان است که در استان مونتانا واقع شده‌است.
 سلیووویک  ۴۴۶ نفر جمعیت دارد و ۱۸۸ متر بالاتر از سطح دریا واقع شده‌است.